# Gryficki
Gryficki là một huyện thuộc tỉnh Zachodniopomorskie của Ba Lan. Huyện có diện tích 1017 km². Đến ngày 1 tháng 1 năm 2011, dân số của huyện là 60569 người và mật độ 60 người/km².